# Дементьев, Валерий Васильевич
Валерий Васильевич Деме́нтьев (11 августа 1925 — 22 ноября 2000) — советский литературовед и литературный критик.

## Биография
Родился 11 августа 1925 года в деревне Каргачево (ныне Вологодский район Вологодской области).
В 1944 году окончил Московское военно-инженерное училище, с июня 1944 — командир разведывательно-инженерного взвода на Ленинградском фронте, затем — командир отдельного инженерного взвода разведки в составе 314-й Кингисеппской стрелковой дивизии 59-й армии. Был контужен.
В 1947 году стал печатать стихи в газете «Красный Север». В 1950 году окончил литературный факультет ВПИ. После окончания аспирантуры Литературного института имени А. М. Горького (1954) остался преподавать в нём. Член КПСС с 1955 года. Доктор филологических наук (1984). Член СП СССР с 1957 года. Критические статьи о поэзии советского периода.

## Творчество
- «Степан Щипачёв» (1956)
- «Голубое иго. Поэзия Александра Прокофьева» (1964)
- «Ярослав Смеляков. Сильный как тёрн» (1967)
- «Северные фрески» (1967)
- «Спас-камень» (1968)
- «Огненный мост. Книга о поэзии» (1970)
- «Леонид Мартынов. Поэт и время» (1971)
- «Великое устье» (1972)
- «Дар Севера» (1973)
- «Александр Твардовский» (1976)
- «Мирпоэта: Личность. Творчество. Эпоха» (1980)
- «Фрески: Литературные портреты» (1985)
- «Личность поэта. По страницам советской литературной эпохи 1917—1987 годов» (1987)

## Награды и премии
- Государственная премия РСФСР имени М. Горького (1982) — за книгу «Исповедь земли»
- орден Отечественной войны I степени (1985)
- орден Трудового Красного Знамени
- орден Красной Звезды
- орден «Знак Почёта»
- медаль «За освобождение Праги»
- медаль «За победу над Германией в Великой Отечественной войне 1941-1945 гг.»
- Почётный гражданин Градец-Кралове